# Marciano Saldías
Marciano Enrique Saldías Barba (Santa Cruz de la Sierra, 25 de abril de 1966) es un exfutbolista y boliviano. Se desempeñaba como lateral izquierdo y desarrollo la mayor parte de su carrera en Oriente Petrolero.

## Selección nacional
Saldías fue internacional con la selección boliviana en 18 encuentros entre 1985 y 1993, incluyendo tres ediciones de la Copa América. Hizo su debut el 24 de febrero de 1985 en un encuentro amistoso ante la selección de Venezuela en Caracas.

### Participaciones en competiciones internacionales
| Copa              | Sede      | Resultado    | PJ | G |
| ----------------- | --------- | ------------ | -- | - |
| Copa América 1987 | Argentina | Primera fase | 0  | 0 |
| Copa América 1989 | Brasil    | Primera fase | 2  | 0 |
| Copa América 1991 | Chile     | Primera fase | 4  | 0 |

## Clubes
| Club              | País     | Año       |
| ----------------- | -------- | --------- |
| Oriente Petrolero | Bolivia  | 1984-1992 |
| Cerro Porteño     | Paraguay | 1992      |
| Destroyers        | Bolivia  | 1993      |
| Oriente Petrolero | Bolivia  | 1994-1996 |
| The Strongest     | Bolivia  | 1997      |
| Aurora            | Bolivia  | 1998-1999 |

## Palmarés

### Títulos nacionales
| Título           | Club              | Año  |
| ---------------- | ----------------- | ---- |
| Primera División | Oriente Petrolero | 1990 |